# Épreuve 3 de Sheffield de snooker 2010
L'Épreuve 3 de Sheffield de snooker 2010 est la troisième épreuve du championnat du circuit des joueurs 2010-2011. Elle s'est déroulée du 6 au 8 août 2010 à la World Snooker Academy de Sheffield, en Angleterre.
Barry Hawkins a marqué le 72e 147 officiel et le 1er de sa carrière lors du match de seizième de finale l'opposant à James McGouran.
Tom Ford a gagné son premier titre professionnel en battant Jack Lisowski 4 frames à 0 en finale.

## Dotation et points
Répartition des prix et des points de classement, :
|                        | Dotation | Points |
| ---------------------- | -------- | ------ |
| Vainqueur              | 10 000 £ | 2 000  |
| Finaliste              | 5 000 £  | 1 600  |
| Demi-finalistes        | 2 500 £  | 1 280  |
| Quarts de finalistes   | 1 500 £  | 1 000  |
| Huitième de finalistes | 1 000 £  | 760    |
| 3e tour                | 600 £    | 560    |
| 2e tour                | 200 £    | 360    |
| Total                  | 50 000 £ |        |

## Résultats

### Dernier matchs (à partir des quarts de finale)
,
|  | Quarts de finale au meilleur des 7 manches | Quarts de finale au meilleur des 7 manches | Quarts de finale au meilleur des 7 manches |          |            | Demi-finales au meilleur des 7 manches | Demi-finales au meilleur des 7 manches | Demi-finales au meilleur des 7 manches |  |  | Finale au meilleur des 7 manches | Finale au meilleur des 7 manches | Finale au meilleur des 7 manches |
|  |                                            |                                            |                                            |          |            |                                        |                                        |                                        |  |  |                                  |                                  |                                  |
|  |                                            | Mark Selby                                 | 4                                          |          |            |                                        |                                        |                                        |  |  |                                  |                                  |                                  |
|  |                                            | Barry Hawkins                              | 3                                          |          |            |                                        |                                        |                                        |  |  |                                  |                                  |                                  |
|  |                                            | Barry Hawkins                              | 3                                          |          | Mark Selby | 3                                      |                                        |                                        |  |  |                                  |                                  |                                  |
|  |                                            |                                            |                                            |          | Mark Selby | 3                                      |                                        |                                        |  |  |                                  |                                  |                                  |
|  |                                            |                                            | Jack Lisowski                              | 4        |            |                                        |                                        |                                        |  |  |                                  |                                  |                                  |
|  |                                            | Jack Lisowski                              | Jack Lisowski                              | 4        | 4          |                                        |                                        |                                        |  |  |                                  |                                  |                                  |
|  |                                            | Jack Lisowski                              |                                            |          | 4          |                                        |                                        |                                        |  |  |                                  |                                  |                                  |
|  |                                            | Ian McCulloch                              | 1                                          |          |            |                                        |                                        |                                        |  |  |                                  |                                  |                                  |
|  |                                            |                                            |                                            |          |            |                                        |                                        |                                        |  |  |                                  | Jack Lisowski                    | 0                                |
|  |                                            |                                            |                                            | Tom Ford | 4          |                                        |                                        |                                        |  |  |                                  |                                  |                                  |
|  |                                            | Andy Hicks                                 | 1                                          |          |            |                                        |                                        |                                        |  |  |                                  |                                  |                                  |
|  |                                            | Tom Ford                                   | 4                                          |          |            |                                        |                                        |                                        |  |  |                                  |                                  |                                  |
|  |                                            | Tom Ford                                   | 4                                          |          | Tom Ford   | 4                                      |                                        |                                        |  |  |                                  |                                  |                                  |
|  |                                            |                                            |                                            |          | Tom Ford   | 4                                      |                                        |                                        |  |  |                                  |                                  |                                  |
|  |                                            |                                            | Mark Davis                                 | 2        |            |                                        |                                        |                                        |  |  |                                  |                                  |                                  |
|  |                                            | Anthony Hamilton                           | Mark Davis                                 | 2        | 1          |                                        |                                        |                                        |  |  |                                  |                                  |                                  |
|  |                                            | Anthony Hamilton                           |                                            |          | 1          |                                        |                                        |                                        |  |  |                                  |                                  |                                  |
|  |                                            | Mark Davis                                 | 4                                          |          |            |                                        |                                        |                                        |  |  |                                  |                                  |                                  |

## Finale
| Finale au meilleur des 7 manches Arbitre :      |                          |                     |
| Jack Lisowski Angleterre                        | 0 - 4 (0 - 3)            | Tom Ford Angleterre |
| 0                                               | Centuries Meilleur break | 0 85                |
| Tom Ford remporte l'Épreuve 3 de Sheffield 2010 |                          |                     |

## Centuries
- 147, 134, 129, 102  Barry Hawkins
- 141, 120, 102  Mark Davis
- 141  Ryan Day
- 141  Jeff Cundy
- 140  Shaun Murphy
- 136  Neil Robertson
- 133, 118  Robbie Williams
- 130  Jamie Cope
- 125  Rory McLeod
- 123  Ben Harrison
- 120  Stuart Bingham
- 118  James McBain
- 116  Liam Highfield
- 113, 101, 100  Stuart Pettman
- 110  Andy Hicks
- 110  Anthony Hamilton
- 107  Stuart Carrington
- 106  Dominic Dale
- 105  Martin O'Donnell
- 104, 101  Mark Selby
- 103  Martin Gould